# Liste der Gebietsänderungen in Sachsen 2012
Die Liste der Gebietsänderungen in Sachsen 2012 enthält Änderungen an Gemeindegebieten des Freistaats Sachsen in der Zeit vom 1. Januar 2012 bis zum 31. Dezember 2012. Dazu zählen unter anderem Zusammenschlüsse und Trennungen von Gemeinden, Eingliederungen von Gemeinden in eine andere, Änderungen des Gemeindenamens und Umgliederungen von Teilen einer Gemeinde in eine andere.

In Sachsen kam es im Jahr 2012 zu 18 Gemeindegebietsänderungen, davon zehn Eingliederungen, eine Neubildung, vier Umgliederungen sowie drei Zusammenschlüsse von Gemeinden. Alle damals entstandenen Gemeinden existieren noch heute.

## Legende
- Datum: juristisches Wirkungsdatum der Gebietsänderung
- Gemeinde vor der Änderung: Gemeinde vor der Gebietsänderung
- Gebietsänderung: Art der Gebietsänderung
- Gemeinde nach der Änderung: Gemeinde nach der Gebietsänderung
- Landkreis: Landkreis der Gemeinde nach der Gebietsänderung
- OT: Ortsteil

Die Sortierung erfolgt chronologisch: Datum, kreisfreie Städte, Landkreise, aufnehmende oder neu gebildete Gemeinde. Heute noch bestehende Gemeinden sind farbig unterlegt.

## Liste der Gebietsänderungen
| Datum      | Gemeinde vor Änderung | Gebietsänderung    | Gemeinde nach Änderung     | Landkreis                        |
| ---------- | --- | ------------------ | -------------------------- | -------------------------------- |
| 01.01.2012 | Pobershau mit Rittersberg | Eingliederung nach | Marienberg                 | Erzgebirgskreis                  |
| 01.01.2012 | Bobritzsch mit Naundorf, Niederbobritzsch, Oberbobritzsch, Sohra Hilbersdorf mit Muldenhütten | Zusammenschluss zu | Bobritzsch-Hilbersdorf     | Mittelsachsen                    |
| 01.01.2012 | Bockelwitz mit Altenhof, Altleisnig, Beiersdorf, Börtewitz, Clennen, Dobernitz, Doberquitz, Doberschwitz, Görnitz, Großpelsen, Hetzdorf, Kalthausen, Kleinpelsen, Korpitzsch, Kroptewitz, Leuterwitz, Marschwitz, Naundorf, Naunhof, Nicollschwitz, Polditz, Polkenberg, Sitten, Wiesenthal, Zeschwitz, Zollschwitz, Zschockau | Eingliederung nach | Leisnig                    | Mittelsachsen                    |
| 01.01.2012 | Frankenstein mit Hartha, Memmendorf, Wingendorf | Eingliederung nach | Oederan                    | Mittelsachsen                    |
| 01.01.2012 | Wiednitz mit Heide | Eingliederung nach | Bernsdorf                  | Bautzen                          |
| 01.01.2012 | Weißig a. Raschütz mit Blochwitz, Brößnitz, Oelsnitz-Niegeroda | Eingliederung nach | Lampertswalde              | Meißen                           |
| 01.01.2012 | Porschdorf mit Waltersdorf, Neuporschdorf, Prossen | Eingliederung nach | Bad Schandau               | Sächsische Schweiz-Osterzgebirge |
| 01.01.2012 | Mutzschen mit Gastewitz, Göttwitz, Jeesewitz, Köllmichen, Prösitz, Roda, Wagelwitz, Wetteritz | Eingliederung nach | Grimma                     | Leipzig                          |
| 01.01.2012 | Falkenhain mit Heyda, Frauwalde, Meltewitz, Mark Schönstädt, Dornreichenbach, Kühnitzsch, Körlitz, Thammenhain, Voigtshain Hohburg mit Großzschepa, Kleinzschepa, Lüptitz, Zschorna, Watzschwitz, Müglenz | Zusammenschluss zu | Lossatal                   | Leipzig                          |
| 01.01.2012 | Kitzen mit Hohenlohe, Eisdorf, Sittel, Thesau, Peißen, Löben, Seegel, Werben, Scheidens, Großschkorlopp, Kleinschkorlopp | Eingliederung nach | Pegau                      | Leipzig                          |
| 06.03.2012 | Sehmatal 0,83 Hektar | Umgliederung nach  | Bärenstein                 | Erzgebirgskreis                  |
| 06.04.2012 | Bannewitz 0,75 Hektar | Umgliederung nach  | Freital                    | Sächsische Schweiz-Osterzgebirge |
| 06.04.2012 | Freital 0,31 Hektar | Umgliederung nach  | Bannewitz                  | Sächsische Schweiz-Osterzgebirge |
| 01.07.2012 | Triebischtal mit Burkhardswalde, Garsebach, Groitzsch, Kettewitz, Kobitzsch, Miltitz, Munzig, Perne, Piskowitz, Robschütz, Roitzschen, Rothschönberg, Schmiedewalde, Seeligstadt, Semmelsberg, Sönitz, Tanneberg, Taubenheim, Ullendorf, Weitzschen Klipphausen mit Hühndorf, Kleinschönberg, Lampersdorf, Lotzen, Röhrsdorf, Sachsdorf, Sora, Weistropp, Scharfenberg, Batzdorf, Bergwerk, Bockwen, Gruben, Naustadt, Pegenau, Polenz, Reichenbach, Reppina, Reppnitz, Riemsdorf, Spittewitz, Gauernitz, Constappel, Hartha, Pinkowitz, Wildberg | Zusammenschluss zu | Klipphausen                | Meißen                           |
| 01.10.2012 | Kirnitzschtal mit Altendorf, Mittelndorf, Lichtenhain, Ottendorf, Saupsdorf | Eingliederung nach | Sebnitz                    | Sächsische Schweiz-Osterzgebirge |
| 22.10.2012 | Nossen 0,1 Hektar | Umgliederung nach  | Klipphausen                | Meißen                           |
| 01.12.2012 | Hartmannsdorf b. Kirchberg 4,67 Hektar | Umgliederung nach  | Stützengrün                | Erzgebirgskreis                  |
| 01.12.2012 | Stützengrün 0,36 Hektar | Umgliederung nach  | Hartmannsdorf b. Kirchberg | Zwickau                          |
| 31.12.2012 | Zöblitz mit Ansprung, Grundau, Sorgau | Eingliederung nach | Marienberg                 | Erzgebirgskreis                  |
| 31.12.2012 | Höckendorf mit Beerwalde, Borlas, Obercunnersdorf, Paulshain, Ruppendorf, Pretzschendorf mit Colmnitz, Friedersdorf, Klingenberg, Röthenbach | Neubildung von     | Klingenberg                | Sächsische Schweiz-Osterzgebirge |

## Quelle
- Statistisches Landesamt Sachsen: Gebietsänderungen ab 1. Januar 2010 bis 31. Dezember 2019 (XLSX-Datei; 90 kB)